# Unterseeboot 156 (1917)
 (avril 2024).
L’Unterseeboot 156 (Seiner Majestät Unterseeboot 156 ou SM U-156) est un sous-marin allemand de type U-151 de la Kaiserliche Marine.

## Histoire
En décembre 1917, l'U-156 est envoyé aux îles Canaries avec l'U-157. Apparemment, avec la participation du service de renseignement de l'état-major de l'amiral, il est prévu d'importer un chargement de minerai de tungstène en Allemagne depuis l'Espagne neutre. Le minerai est transporté sur le brigantin espagnol Erri Berro accompagné d'un agent allemand et doit être transféré vers les deux sous-marins au large de l'île d'El Hierro.
La Royal Navy est informée de l'opération grâce à l'interception du trafic radio allemand par un département du service de renseignement naval britannique (Room 40). Des agents britanniques en Espagne suivent l’Erri Berro, qui est intercepté et remorqué par le croiseur auxiliaire Duke of Clarence après avoir quitté les eaux espagnoles. Cependant, avant que le navire ne soit capturé, l'agent allemand à bord réussit à ouvrir les vannes de fond, de sorte que le navire espagnol se remplit d'eau lorsqu'il est remorqué jusqu'à Plymouth et finalement doit être coulé par un tir.
Entre-temps, le sous-marin britannique E 48 avait été envoyé au point de rencontre des sous-marins allemands avec l’Erri Berro à El Hierro afin d'y détruire les bateaux allemands. L’E 48 tire trois torpilles sur l'U-156, dont l'une touche l'adversaire au milieu mais n'explose pas. L'U-156 parvient à s'échapper. Deux membres de l'équipage sont emportés par les eaux du pont alors qu'ils plongent, mais réussissent à atteindre le rivage.
Le 15 juin 1918, l'U-156 appareille avec 77 membres d'équipage. Il traverse la mer du Nord, négocie le passage autour de l'extrémité nord des îles britanniques et se dirige vers l'océan Atlantique où il navigué vers Long Island. Il se rend au port de New York, où il avait reçu l'ordre de poser des mines. Il pose un champ de mines dans la voie de navigation le long de la rive sud de Long Island, juste à l'est du bateau-phare de Fire Island. Le croiseur San Diego heurte l'une de ces mines le 19 juillet et coule en une demi-heure, tuant six membres d'équipage
Le 8 juillet 1918, l'U-156 arrête et saborde le Manx King, propriété norvégienne, qui voyageait entre New York et Rio de Janeiro, peu après son départ. Le capitaine Rasmus Emil Halvorsen et son équipage sont secourus sur des canots de sauvetage après 27 heures par le DS Anchites de Liverpool, en Angleterre.
Le 21 juillet 1918, l'U-156 apparaît au large de la petite ville côtière d'Orleans (Massachusetts) sur la péninsule de Cap Cod et tire sur un remorqueur transportant quatre barges. Des hydravions HS-1L et R-9 sont envoyés depuis la base aéronavale de Chatham et bombardent l'ennemi avec des bombes qui n'explosent pas. L'U-156 riposte avec ses canons de pont dans une tentative infructueuse d'abattre l'avion. C'est la première fois dans l'histoire que des aviateurs américains engagent un navire ennemi dans l'Atlantique ouest. L'attaque d'Orleans (Massachusetts) est le seul raid des Empires centraux contre le continent américain pendant la Première Guerre mondiale et la première fois que la zone continentale des États-Unis est bombardée par l'artillerie d'une puissance étrangère depuis le siège de Fort Texas en 1846.
Le sous-marin coule 21 chalutiers dans le golfe du Maine sous le commandement de Richard Feldt début août.
Le 20 août 1918, l'U-156 capture le chalutier canadien Triumph au sud-ouest de Canseau (Nouvelle-Écosse) et en fait un croiseur auxiliaire. Le Triumph sert de piège aux chalutiers britanniques et canadiens et coule huit de ces navires en cinq jours avant d'être sabordé par son équipage le 25 août 1918.
Aucun détail n'est connu sur la fin de l'U-156. Peut-être a-t-il heurté une mine britannique au large des côtes écossaises lors du barrage minier de la mer du Nord alors qu'il tente de retourner en Allemagne le 25 septembre 1918. Les 77 membres d'équipage sont portés disparus. Selon le récit britannique, le dernier contact radio entre l'U-156 et les services navals allemands a lieu le 24 septembre.